# Plana de Urgel
La Plana de Urgel (oficialmente en catalán, Pla d'Urgell) es una comarca española, situada en la provincia de Lérida, Cataluña.

## Geografía
El relieve de la Plana de Urgel, como bien dice su nombre, es llano. La situación central en la llanura de Urgel hace que haya muy pocos accidentes geográficos. No hay grandes colinas ni sierras, el río no ha excavado profundos valles. Tampoco hay barrancos destacados.

### Lagos y humedales

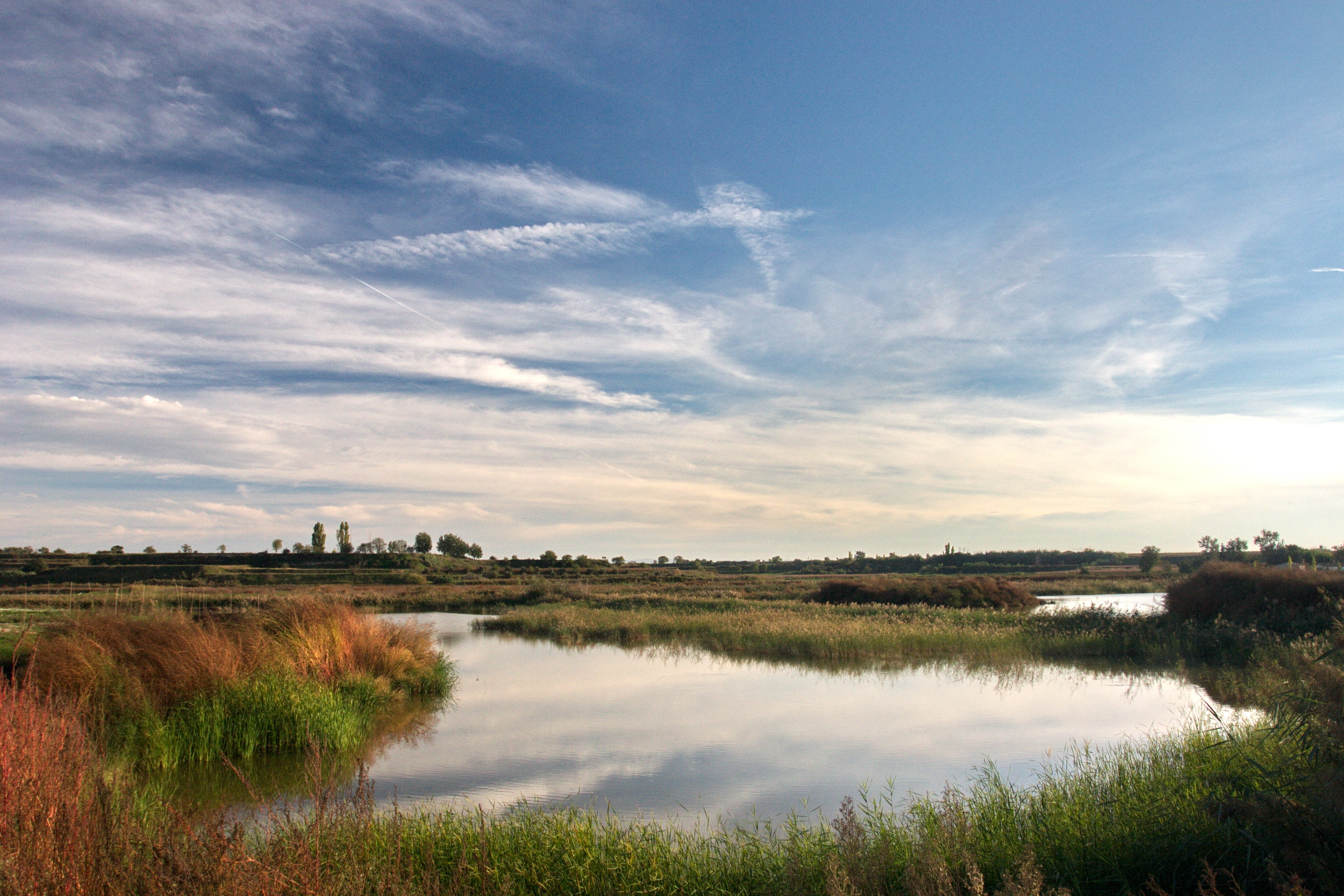
Lago de Ivars.

El relieve tan suave y llano es consecuencia de las aportaciones de materiales por las aguas torrenciales, las que desde las montañas vecinas han arrastrado gran cantidad de tierra de todo tipo. Estos materiales se extendían por el fondo de la depresión central catalana en forma de abanico. El resultado ha sido la formación de un relieve llano, en medio del cual quedaron sectores cerrados. Como si los materiales arrastrados por las aguas salvajes hicieran de barrera.
En lugares de clima húmedo y con precipitaciones abundantes, las aguas hubieran abierto camino fácilmente. Pero este lugar de la depresión central es seco, y llueve poco. Además, la llanura se sitúa en cotas bajas, entre 200 y 300 metros de altitud, y en pocos metros por encima del curso del río principal que es el Segre. Hay que recordar que la ciudad de Lérida está a unos 150 metros de altitud, es decir, solo a 50 metros por debajo de muchos lugares de la Plana de Urgel. El resultado es la formación de áreas cerradas, en las que el agua se encharca. En algunos lugares las aguas de lluvia no han sido suficientes para formar una salida ancha y permanente hacia el curso del Segre o del Ebro.
Este fenómeno de formación de zonas cerradas, en las que el agua de escorrentía queda retenida en su fondo y no tiene salida hacia un río o el mar, se llama endorreísmo. En la Plana de Urgel el endorreísmo ha sido un fenómeno importante que de manera natural afectaría a extensiones amplias. El endorreísmo en la depresión central catalana se ha podido formar de maneras diferentes.
Una explicación a la formación de áreas endorreicas puede ser, como ya se ha indicado, el hecho de que los materiales arrastrados por las aguas salvajes formen pequeñas barras de tierra, las cuales dejan sectores cerrados, donde el agua no tiene salida. Este fenómeno se produce fácilmente en terrenos planos, como lo es el fondo de la depresión Central.
A veces, una acumulación de estos materiales arrastrados por las aguas salvajes pueden llegar a cerrar un fondo de valle, haciendo de esclusa a un lago pequeño y alargado. Si el río aporta mucha agua pronto verterá mucho caudal por la esclusa natural y la irá deshaciendo. Pero si el caudal siempre es reducido, el estanque que se ha formado puede pernacer años o siglos, hasta que quede relleno de materiales aportados por el río.
En otras ocasiones el clima y el tipo de material juegan también papel esencial. Si un río con escaso caudal recorre un territorio seco y caliente, puede que llegue el momento en que el agua corriente se evapore totalmente o se infiltre. Entonces se van formando sectores endorreicos a lo largo de la cuenca del río, que desaparecen antes de llegar a un río principal o en el mar. Este fenómeno también se puede haber dado a la llanura de Urgel.
Aunque hay otros fenómenos que pueden explicar la formación de zonas endorreicas en Urgel. Puede haber habido pequeños hundimientos de las capas del subsuelo debidos a causas diversas. El hundimiento tendría como consecuencia la formación de una hondonada. A veces también se habla del viento, qua con su fuerza puede haber arrastrado muchos materiales de un sitio, hasta formar un área hundida y endorreica. Esto puede suceder sobre todo en lugares donde hay materiales blandos, como son los de la llanura de Urgel.
Se puede hablar de los fenómenos que han intervenido en la formación de los lagos y de las áreas endorreicas de la Plana de Urgel, y seguramente descubriríamos que ha habido orígenes diferentes, a menudo por causas múltiples. El hecho real es que casi todas las zonas húmedas han sido destruidas o drenadas, de cara a su transformación en tierras de cultivo. Algunas han sido aplanadas y ahora ya no son áreas endorreicas. Otros han sido drenadas, es decir, se han abierto canales artificiales que facilitan la escorrentía del agua en un río.

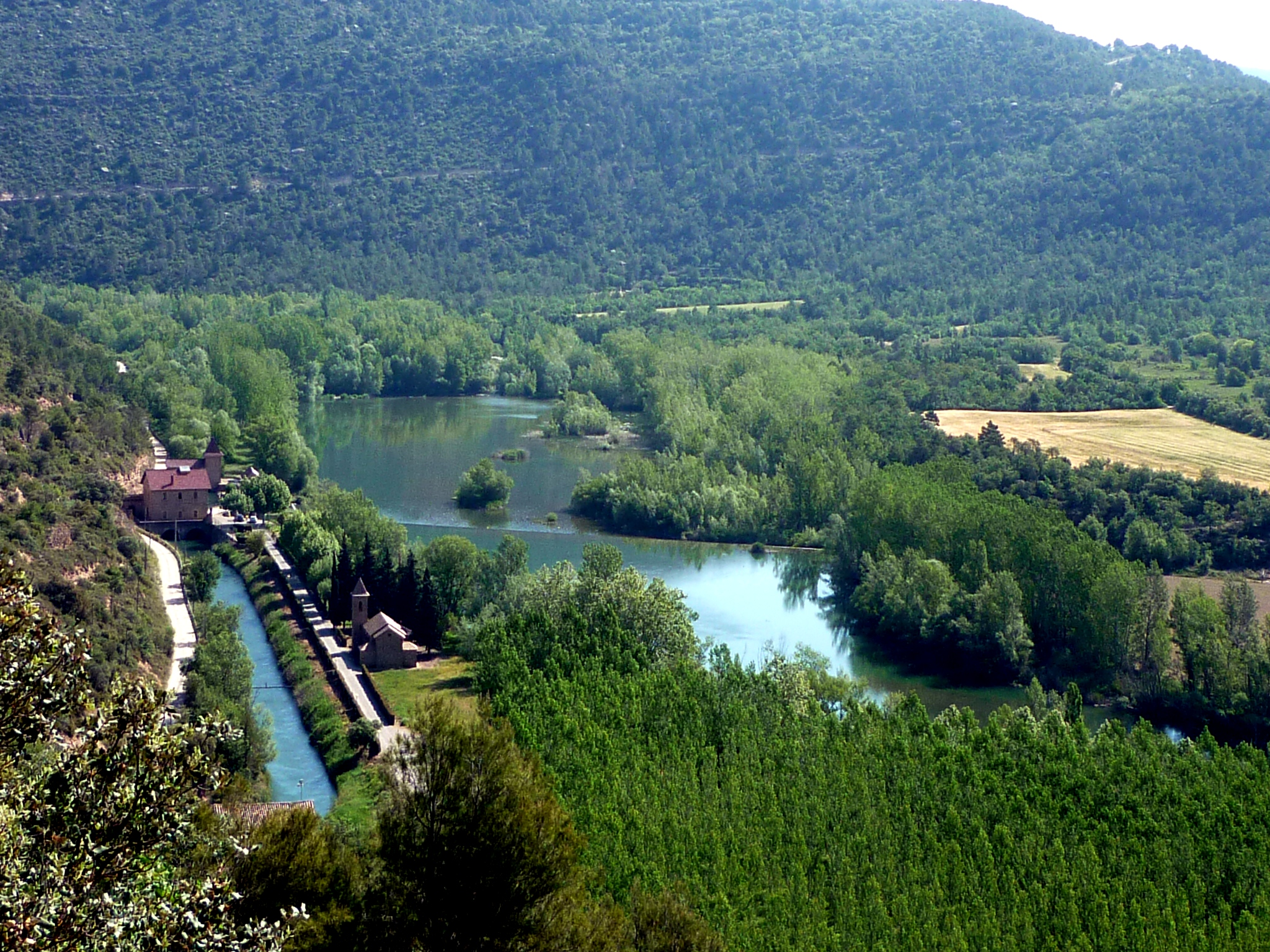
Canal de Urgel.

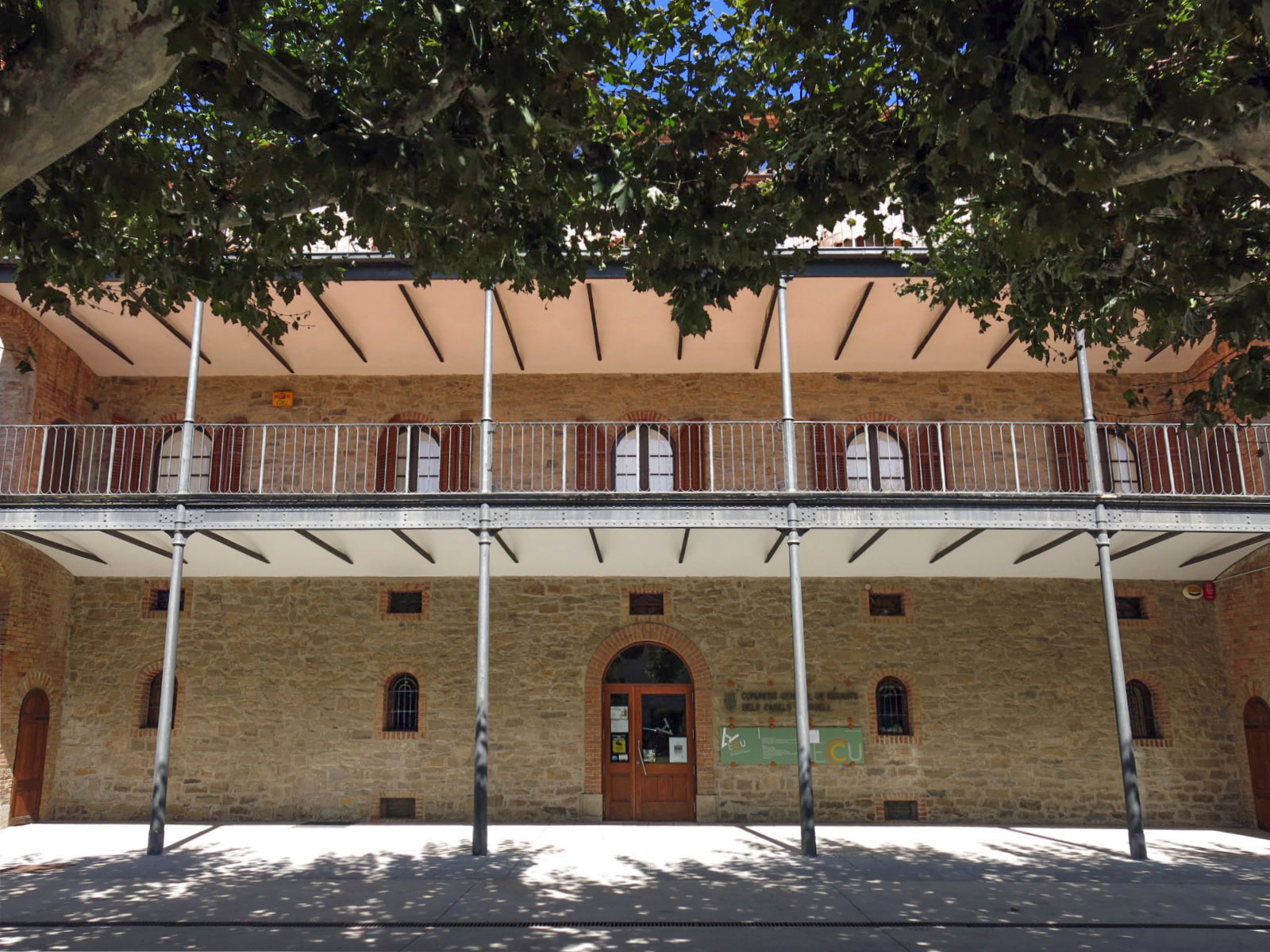
Casa del Canal, en Mollerusa.

## Municipios
| Municipio                                 | Habitantes | Municipio                       | Habitantes |
| ----------------------------------------- | ---------- | ------------------------------- | ---------- |
| Barbéns (Barbens)                         | 928        | Bell Lloch (Bell-lloc d'Urgell) | 2420       |
| Castellnou de Seana                       | 766        | Bellvís                         | 2391       |
| Fondarella                                | 825        | Golmés                          | 1741       |
| Ibars de Urgel (Ivars d'Urgell)           | 1647       | Liñola (Linyola)                | 2661       |
| Miralcamp                                 | 1432       | Mollerusa (Mollerussa)          | 14 729     |
| Palau de Anglesola (El Palau d’Anglesola) | 2185       | Poal (el Poal)                  | 649        |
| Sidamunt (Sidamon)                        | 736        | Torregrosa (Torregrossa)        | 2234       |
| Vilasana (Vila-sana)                      | 812        | Vilanova de Bellpuig            | 1213       |